# Antonio Miguel Parra
Antonio Miguel Parra (nascido em 26 de dezembro de 1982) é um ex-ciclista espanhol que participava em competições de ciclismo de pista. Era especialista em perseguição. Participou nos Jogos Olímpicos de Pequim 2008 na prova de perseguição por equipes, juntamente com Sergi Escobar, Asier Maeztu e David Muntaner. Ele terminou na sétima posição, recebendo um diploma olímpico.